# Сборная Российской империи по футболу
Сбо́рная Росси́йской импе́рии по футбо́лу — национальная футбольная сборная Российской империи, представлявшая страну на международных соревнованиях по футболу с 1911 по 1914 годы.
Первую встречу команда провела официально в 1911 году, однако две первые фактические игры сборной состоялись в 1910 году (16 и 23 октября) против сборной Богемии. Тогда же сборная Российской империи одержала свои первые две победы со счётом 5:4 и 1:0 соответственно. В дальнейшем сборная провела ряд встреч с разными национальными командами, но в официальных играх не одержала ни одной победы. Несколько побед она одержала как сборная Москвы (в том числе и «сухую» победу над Норвегией со счётом 3:0 в 1913 году).

## История сборной
В 1911 году в Российской империи была предпринята первая попытка создания футбольной команды из представителей нескольких городов. Поводом к этому стал приезд олимпийских чемпионов — сборной Великобритании (в России она выступала под названием «English Wanderers»). До этого дня сборные Москвы и Санкт-Петербурга имели опыт международных встреч, но он был крайне незначительным, и ещё ни разу сборная другой страны в России не выступала.
Но по приглашению англичан, проживающих в Санкт-Петербурге, приезжают сами родоначальники футбола. Газеты писали о первом из этих матчей: «Ещё задолго до начала игры стала собираться публика, и к пяти часам дня все трибуны были переполнены. В публике оживленный разговор о предстоящей игре. Никто не говорит о возможности выигрыша матча русскими, а только о том, при каких результатах будет побита Россия».
Однозначно сказать, сколько было сыграно игр, сейчас проблематично, есть два мнения. Первое — матчи, состоявшиеся 20, 21 и 22 августа 1911 года в Петербурге, закончились разгромными поражениями россиян — 0:14, 0:7 и 0:11 соответственно. Второе — 22 августа 1911 года сборная России провела свой первый международный матч, носивший ранг товарищеского со сборной Англии. В реестры Российского футбольного союза и Международной федерации футбола — список официальных матчей сборной России — этот матч не вошёл.
В 1912 году российская команда приняла участие в Олимпийском футбольном турнире 1912 года, где уступила сборной Финляндии со счётом 1:2, а в «утешительном турнире» проиграла сборной Германии со счётом 0:16, что и по сей день остаётся крупнейшим поражением в истории российского футбола. По словам свидетелей матча, эта игра была названа «страшным поражением».
В течение следующих двух лет Россия провела несколько официальных игр с командами Скандинавии и не одержала ни одной победы. Однако, как сборная Москвы, Россия одержала в 1913 году разгромную победу над сборной Норвегии со счётом 3:0. Планировались ещё несколько встреч с Германией, матч с Францией весной 1915 года, но Первая мировая война резко оборвала историю российского футбола (всего два матча в рамках всероссийской Олимпиады состоялись со сборными Риги и Ревеля). После Октябрьской революции сборная собралась только в 1923 году и выступала уже как сборная РСФСР. По регламенту ФИФА она названа преемницей сборной Российской империи.

## Комментарии
1. ↑  На тот момент прообраз современного финского флага использовался исключительно Нюладским яхт-клубом, официальный флаг правительство уже независимой Финляндии утвердило в 1918 году; в 1912 году Финляндия входила в состав Российской империи как Великое княжество Финляндское, и в ней использовался российский триколор.
2. ↑  Выступала как сборная Петербурга
3. ↑  На тот момент территория нынешний Чехии входила в состав Австро-Венгрии как Королевство Богемия.
4. ↑  Выступала под названием «Коринтинианс»
5. ↑  Выступала как первая сборная Москвы